# Циркон (ракета)
3М22 «Циркон» (рос. Циркон, за кодифікацією НАТО: SS-N-33) — перспективна протикорабельна, заявлена як гіперзвукова крилата ракета, з гіперзвуковою повітряно-реактивною рушійною установкою, що перебуває на етапі розробки та випробувань в Росії. 
Ракета призначена для ураження надводних кораблів противника, оснащених системами протиповітряної та протиракетної оборони. 
Її розробило й виробляє Науково-виробниче об'єднання машинобудування (НВО машинобудування, яке входить до складу Корпорації «Тактичні ракети») у Реутові Московської області.

## Історія
Розробку ракети «Циркон» розпочато з 2011 року. Льотні випробування боєприпасу проводять з 2015-го. У січні 2020 року відбулося перше випробування ракети «Циркон» пусками по мішені, розташованої на березі. Ракету запустили з фрегата «Адмирал Горшков». Вона вразила берегову мішень, що була на відстані 500 км.
19 липня 2021 року з фрегату ВМФ росії «Адмірал Горшков» виконано успішний пуск ракети «Циркон», ракета уразила наземну ціль на узбережжі Баренцевого моря.
На початку жовтня 2021 року вперше проведено випробування пуску ракети «Циркон» з підводного човна «Северодвинск» з надводного положення по умовній морській цілі. Випробування визнано успішними.
Завершити державні випробування ракети «Циркон» планували у 2021 році, а прийняти ракету на озброєння — у 2022 році.
4 листопада 2022 року було заявлено про створення наземної пускової установки для гіперзвукових ракет «Циркон». Вона матиме дві ракети і стоятиме на чотиривісному шасі.
У деяких джерелах є згадка, що 4 січня 2023 року начебто офіційно ракета «Циркон» була прийняття на озброєння ВМФ РФ, з прийняттям до складу Північного флоту фрегата «Адмірал Горшков», який є носієм ракет цього типу. Але виявилося що станом на 27 січня 2024 року ракету на озброєння рф не прийнято.

## Тактико-технічні характеристики
Характеристики ракети «Циркон» — не розголошуються, але деякі параметри все ж були заявлені.
Дальність стрільби — майже на 600—1000 (до 1500) км;
- Висота польоту — 30-40 км;
- Швидкість польоту:[14]
  - на основній маршевій ділянці траєкторії — 5,5 Мах;
  - на завершальній ділянці траєкторії — до 7,5 Мах;
- Маса БЧ — 300 (до 400) кг;
- Довжина — 8-10 м;

Цілевказівка здійснюється зі супутника чи розвідувального літака. Імовірно, «Циркон» — двоступенева ракета, перший ступінь якої обладнаний твердопаливним ракетним двигуном, а другий — прямоточним повітряно-реактивним. Запускати ракети «Циркони» планують з універсальних вертикальних пускових установок 3С-14 на бойових кораблях, підводних човнах і з мобільних берегових ракетних установок.
Глибина пуску (для підводних човнів) — 40 м.

## Бойове застосування

### Російсько-українська війна
29 грудня 2023 року під час чергового масованого ракетного удару вперше було застосовано ракету «Циркон», фрагменти ракети було знайдено у Запоріжжі.
7 лютого 2024 року після ракетного обстрілу у Києві було виявлено фрагменти з маркуванням 3М22 ракети «Циркон». Ракетою було пошкоджено пішохідну доріжку та високовольтний кабель. На місці детонації залишилась велика вирва.
12 лютого 2024 року Київський науково-дослідний інститут судових експертиз підтвердив бойове застосування ракети «Циркон» по місту Київ.
25 березня 2024 року над Києвом українською ППО було збито дві ракети «Циркон», уламки яких пошкодили будівлю у Печерському районі і зруйнували частину будівлі Академії декоративно-прикладного мистецтва і дизайну імені М. Бойчука, внаслідок чого було поранено викладачку-методистку академії. За даними телеграм-каналу Monitor, ракети подолали шлях у 580 кілометрів до Києва за три хвилини, тобто, їхня швидкість склала 11 600 км/год, або ж понад 9 Махів.

## Оператори
- Росія  — близько 40 одиниць, з темпом виробництва до 10 одиниць/місяць (на кінець квітня 2024)[22].